# Erenfried II.
Erenfried II. (zemřel do roku 970) byl lotharingijský (území v okolí dnešního německého města Bonn) šlechtic z rodu Ezzonů. Spravoval několik různých panství, například hrabství Zülpichgau (k roku 942), Bonn (945), Hattuarie (947) a snad i další. Jeho původ je nejistý. Podle některých histroků byl synem Eberharda I, hraběte z Bonngau, podle jiných byl synem Ricfrída, hraběte z Batávie.
Erenfried II. si vzal za manželku ženu jménu Richwara, která zemřela 10. července 963. Ačkoliv jsou známi pouze dva jejich synové a jedna dcera, je možné, že měli dětí víc.
- Heřman I. Lotrinský
- Erenfried, opat z Gorze
- Richwara ze Zulpichgau